# Shaved Fish
Shaved Fish este al șaptelea album al lui John Lennon, lansat în Octombrie 1975 de Apple Records. Este o compilație de single-uri lansate de Lennon în Statele Unite cu excepția cântecului "Stand by Me" de pe albumul Rock 'n' Roll. Singura compilație lansată de Lennon post-Beatles în timpul vieții sale a fost un succes comercial ajungând pe locul 5 în Marea Britanie și pe 12 în SUA, ulterior câștigând disc de platină.

## Tracklist
1. "Give Peace a Chance" (0:58)
2. "Cold Turkey" (5:01)
3. "Instant Karma! (We All Shine On)" (3:21)
4. "Power to The People" (3:21)
5. "Mother" (5:03)
6. "Woman Is The Nigger of The World" ( John Lennon/Yoko Ono ) (4:37)
7. "Imagine" (3:02)
8. "Whatever Gets You Thru The Night" (3:03)
9. "Mind Games" (4:12)
10. "#9 Dream" (4:47)
11. "Medley: Happy Xmas (War Is Over)/Give Peace a Chance (reprise)" ( John Lennon/Yoko Ono )/( John Lennon ) (4:15)

- Toate cântecele au fost scrise de John Lennon cu excepția celor notate

## Single-uri
- "Imagine" (1975)